# Praćevac
Praćevac este un sat din comuna Berane, Muntenegru. Conform datelor de la recensământul din 2003, localitatea are 43 de locuitori (la recensământul din 1991 erau 56 de locuitori).

## Demografie
În satul Praćevac locuiesc 35 de persoane adulte, iar vârsta medie a populației este de 46,8 de ani (44,3 la bărbați și 49,7 la femei). În localitate sunt 17 gospodării, iar numărul mediu de membri în gospodărie este de 2,53.
Populația localității este foarte eterogenă.
|  |

| Demografie | Demografie | Demografie |
| An         | Locuitori  | Locuitori  |
| ---------- | ---------- | ---------- |
|            |            |            |
|            |            |            |
|            |            |            |
|            |            |            |
| 1948       | 222        |            |
| 1953       | 218        |            |
| 1961       | 227        |            |
| 1971       | 171        |            |
| 1981       | 98         |            |
| 1991       | 56         | 50         |
| 2003       | 49         | 43         |

| \| Componența etnică conform recensământului din 2003[2] \| Componența etnică conform recensământului din 2003[2] \| Componența etnică conform recensământului din 2003[2] \| Componența etnică conform recensământului din 2003[2] \| Componența etnică conform recensământului din 2003[2] \| \| ----------------------------------------------------- \| ----------------------------------------------------- \| ----------------------------------------------------- \| ----------------------------------------------------- \| ----------------------------------------------------- \| \| \| \| \| \| \| \| Sârbi \| Sârbi \| \| 27 \| 62,79% \| \| Muntenegreni \| Muntenegreni \| \| 13 \| 30,23% \| \| necunoscută \| necunoscută \| \| 0 \| 0% \| |              |  |    |        |
| Componența etnică conform recensământului din 2003 |              |  |    |        |
| |              |  |    |        |
| Sârbi | Sârbi        |  | 27 | 62,79% |
| Muntenegreni | Muntenegreni |  | 13 | 30,23% |
| necunoscută | necunoscută  |  | 0  | 0%     |